# Аллан Сен-Максімен
Алла́н Сен-Максіме́н (фр. Allan Saint-Maximin, нар. 12 березня 1997, Шатне-Малабрі) — французький футболіст, лівий півзахисник саудівського клубу «Аль-Аглі». На умовах оренди грає за турецький «Фенербахче».
Виступав, зокрема, за клуби «Сент-Етьєн» та «Ньюкасл Юнайтед», а також молодіжну збірну Франції.

## Клубна кар'єра
Народився 12 березня 1997 року в місті Шатне-Малабрі. Вихованець ряду регіональних юнацьких команд, останньою з яких була легендарна Академія Клерфонтен. У віці 14 років перейшов у футбольну школу «Сент-Етьєна». Добре зарекомендував себе і з 16 років почав грати за другу команду, в якій провів два сезони, взявши участь у 22 матчах чемпіонату. 
1 вересня 2013 року, на хвилі успішних виступів, дебютував в основній команді французів у поєдинку 4 туру Ліги 1 проти «Бордо», вийшовши на заміну на 69-ій хвилині замість Ромена Амума Всього за рідну команду із Сент-Етьєна за два роки провів 17 матчів у всіх турнірах.
31 липня 2015 року права на футболіста придбало «Монако», яке тут же віддало його в оренду в німецький «Ганновер 96». 22 серпня 2015 року дебютував у Бундеслізі, в поєдинку «Ганновера» проти «Баєра 04», вийшовши на заміну на 60-ій хвилині замість Мевлюта Ердінча. Наступний сезон 2016/17 провів в оренді у «Бастії», де провів 33 матчі у Лізі 1, в яких забив три голи і віддав три гольові передачі.
Повернувшись влітку 2017 року у «Монако», Аллан дебютував за клуб у програному Суперкубку Франції, а потім зіграв у 1 турі Ліги 1, після чого 7 серпня 2017 року перейшов у «Ніццу».
До складу клубу «Ньюкасл Юнайтед» приєднався 2019 року.
30 липня 2023 року підписав трирічний контракт з клубом саудівської Професіональної ліги «Аль-Аглі».

## Виступи за збірні
2013 року дебютував у складі юнацької збірної Франції, взяв участь у 18 іграх на юнацькому рівні, відзначившись 7 забитими голами.
Протягом 2017–2019 років залучався до складу молодіжної збірної Франції. На молодіжному рівні зіграв у 7 офіційних матчах.

## Статистика виступів

### Статистика клубних виступів
| Сезон                    | Команда                  | Чемпіонат                | Чемпіонат | Чемпіонат | Національний кубок | Національний кубок | Національний кубок | Континентальні кубки | Континентальні кубки | Континентальні кубки | Інше | Інше | Інше  | Усього | Усього |
| Сезон                    | Команда                  | Ліга                     | Ігор      | Голів     | Ліга               | Ігор               | Голів              | Ліга                 | Ігор                 | Голів                | Ліга | Ігор | Голів | Ігор   | Голів  |
| ------------------------ | ------------------------ | ------------------------ | --------- | --------- | ------------------ | ------------------ | ------------------ | -------------------- | -------------------- | -------------------- | ---- | ---- | ----- | ------ | ------ |
| 2013–14                  | «Сент-Етьєн» 2           | АЧФ2 (V)                 | 15        | 5         | -                  | -                  | -                  | -                    | -                    | -                    | -    | -    | -     | 15     | 5      |
| 2014–15                  | «Сент-Етьєн» 2           | АЧФ (IV)                 | 7         | 2         | -                  | -                  | -                  | -                    | -                    | -                    | -    | -    | -     | 7      | 2      |
| Усього за «Сент-Етьєн» 2 | Усього за «Сент-Етьєн» 2 | Усього за «Сент-Етьєн» 2 | 22        | 7         |                    | -                  | -                  |                      | -                    | -                    |      | -    | -     | 22     | 7      |
| 2013–14                  | «Сент-Етьєн»             | Л1                       | 3         | 0         | КФ+КЛ              | 1+0                | 0                  | ЛЄ                   | 1                    | 0                    | -    | -    | -     | 5      | 0      |
| 2014–15                  | «Сент-Етьєн»             | Л1                       | 9         | 0         | КФ+КЛ              | 2+0                | 0                  | ЛЄ                   | 1                    | 0                    | -    | -    | -     | 12     | 0      |
| Усього за «Сент-Етьєн»   | Усього за «Сент-Етьєн»   | Усього за «Сент-Етьєн»   | 12        | 0         |                    | 3                  | 0                  |                      | 2                    | 0                    |      | -    | -     | 17     | 0      |
| 2015–16                  | «Ганновер 96»            | БЛ                       | 16        | 1         | КН                 | 2                  | 0                  | -                    | -                    | -                    | -    | -    | -     | 18     | 1      |
| 2016–17                  | «Бастія»                 | Л1                       | 34        | 3         | КФ+КЛ              | 1+1                | 0                  | -                    | -                    | -                    | -    | -    | -     | 36     | 3      |
| 2017–18                  | «Монако»                 | Л1                       | 1         | 0         | КФ+КЛ              | 0+0                | 0                  | ЛЧ                   | 0                    | 0                    | СФ   | 1    | 0     | 2      | 0      |
| 2017–18                  | «Ніцца»                  | Л1                       | 22        | 2         | КФ+КЛ              | 1+1                | 0                  | ЛЧ+ЛЄ                | 2+4                  | 0+2                  | -    | -    | -     | 30     | 4      |
| Усього за кар'єру        | Усього за кар'єру        | Усього за кар'єру        | 107       | 13        |                    | 9                  | 0                  |                      | 8                    | 2                    |      | 1    | 0     | 125    | 15     |